# 弗氏鑷麗魚
弗氏鑷麗魚（学名：Labidochromis freibergi）為輻鰭魚綱鱸形目隆頭魚亞目慈鯛科的其中一種，被IUCN列為易危保育類動物，分布於非洲馬拉威湖Likoma島流域，為特有種，棲息深度1-12公尺，體長可達6.8公分，棲息在岩石底質水域，生活習性不明，可做為觀賞魚。

## 擴展閱讀
維基物種上的相關：弗氏鑷麗魚